# Noemi Gonzalez
Noemi Artemisa Gonzalez (* 3. Juli 1988 in Desert Hot Springs, Kalifornien) ist eine US-amerikanische Schauspielerin. Bekannt wurde sie durch ihre Rollen als Soli Gomez in der Serie East Los High des Video-on-Demand-Service Hulu, Mia Rosales in der Seifenoper Schatten der Leidenschaft sowie als Suzette Quintanilla in Selena: The Series.

## Leben
Gonzalez ist in Desert Hot Springs, Kalifornien, aufgewachsen und mexikanischer Abstammung. Sie machte ihren Abschluss an der Desert Hot Springs High School. Anschließend besuchte sie die University of California, Santa Barbara, an der sie 2010 einen Bachelor of Fine Arts erwarb. 2013 wurde Gonzalez als Soli Gomez in der Hulu-Dramaserie East Los High besetzt. Gonzalez spielte weiterhin viele verschiedene Rollen im Fernsehen, darunter die FOX-Dramaserie Rosewood sowie in Filmen wie Paranormal Activity: Die Gezeichneten und The Tax Collector. Am 26. Oktober 2018 wurde bekannt gegeben, dass Gonzalez die Rolle der Mia Rosales in der amerikanischen Seifenoper Schatten der Leidenschaft von CBS übernehmen wird. Am 12. November 2019 gab Netflix die Besetzung der kommenden Serie Selena: The Series bekannt, die auf der legendären Tex-Mex-Künstlerin Selena Quintanilla basiert und in der Gonzalez die Schwester der gleichnamigen Figur, die Schlagzeugerin und Produzentin der Serie, Suzette, spielt.

## Filmografie

### Filme
- 2011: Talker
- 2011: Blackbird
- 2014: Paranormal Activity: Die Gezeichneten
- 2015: Cobalt 60
- 2015: The Vatican Tapes
- 2017: The Good Nanny
- 2017: Traces
- 2020: The Tax Collector
- 2022: Der Einparker (The Valet)
- 2022: Undercover Holiday
- 2024: Lesbophilia (Kurzfilm)
- 2025: A Working Man

### Fernsehserien
- 2013: East Los High
- 2014: Gang Related
- 2015: The Kicks
- 2016: Rosewood
- 2018–2019: Schatten der Leidenschaft
- 2019: Dark/Web
- 2020–2021: Selena: The Series
- 2022: This Fool
- 2024: Holidazed